# 心一つに
「心一つに (Acoustic Version) 」（こころひとつに アコースティック バージョン）は、日本の音楽家TOSHINARIのデジタル・シングル。

## 概要
東日本大震災のイメージを舞台として"助け合い"をキーワードにして制作された。前作「The Helicopter Flies In The Sky」の配信からわずか4ヶ月での配信が報じられた作品で、約7ヶ月ぶりのデジタルシングルである。
後にSingleCDの発売が予定されていたが、そのレコーディング製作時間の合間を縫って製作された。楽曲が最初に公開、初演奏された時からアレンジ変更し、アコースティックバージョンとなった。歌詞の微調整も行われて、TwitterやInstagramなどには都度修正版の音源の一部分がアップロードされていた。
レコーディングは3つの拠点のスタジオで行われた。ミックスにはChris Lord-algeが参加、ほか、アメリカのレコーディングエンジニア、William Dylanを招いてTOSHINARIの指示のもと録音Mixされた。
ライブのエンディング曲として演奏されることが多い本作品はシンセサイザー、アコースティックギター、ピアノ、ストリングスの編成となっているが、原曲ではドラム、ギター、ベースなども入っている。

## パーソネル
- ミキシング・エンジニア：TOSHINARI・William Dylan・Chris Lord-alge
- レコーディング・エンジニア：William Dylan
- マスタリング・エンジニア：森崎雅人